# ماتا جيتو
ماتا جيتو (ਮਾਤਾ ਜੀਤੋ) هي الزوجة الأولى للثلاث زوجات للغورو جوفند سنج (الغورو العاشر للسيخية)، تزوجها الغورو جوفند سنج في 21 يونيو عام 1677. وأنجب منها ثلاث أبناء وهم جوجار سينغ وهو الابن الثاني للغورو جوفند وكان له مكانة عالية في السيخية وكان عسكريا مهما، والثاني هو زوروار سينغ والثالث فاتح سينغ.